# Provincia di Benguet
Benguet è una provincia delle Filippine, situata nell'interno dell'isola di Luzon, nella Regione Amministrativa Cordillera.
Il suo capoluogo è La Trinidad.

## Storia
Il Republic Act n.4695 del 18 giugno 1966 suddivise l'originaria provincia di Mountain Province in quattro entità più piccole, tra le quali la provincia di Benguet che entrò a far parte della regione di Ilocos. Il 15 luglio 1987 si costituisce la Regione Amministrativa Cordillera e Benguet è una delle province che ne fanno parte.

## Geografia fisica
Benguet confina ad ovest con La Union, a nord-ovest con Ilocos Sur, a nord-est con Mountain Province, ad est con Ifugao e Nueva Vizcaya, a sud con Pangasinan.
Non ha sbocchi sul mare ed è attraversata dalle montagne della Cordillera Central che qui raggiungono le vette più elevate. Il territorio è prevalentemente coperto da foreste.

## Geografia antropica

### Suddivisioni amministrative
La provincia di Benguet comprende una città altamente urbanizzata e 13 municipalità.

#### Città
- Baguio HUC - Città altamente urbanizzata

#### Municipalità
| - Atok - Bakun - Bokod - Buguias - Itogon - Kabayan - Kapangan | - Kibungan - La Trinidad - Mankayan - Sablan - Tuba - Tublay |

## Economia
L'agricoltura è la prima voce di occupazione nella provincia. Su tutte le coltivazioni spiccano quelle degli ortaggi e del frumento. Non mancano legumi (fagioli) e frutta (fragole).
Come in tutta la regione il sottosuolo è piuttosto ricco, in particolare si estraggono: argento, oro e soprattutto rame.
In crescita il turismo che ha ottime potenzialità ma è ancora poco sviluppato.